# Leonardo Velázquez
Leonardo Velázquez (født 6. november 1935 i Oaxaca, Mexico - død 20. juli 2004 i Varadero på Cuba) var en mexicansk komponist og percussionist.
Velázquez studerede komposition som meget ung på National Conservatory of Music i Mexico City. Han studerede samtidig pauker og fik i sin komposition også vejledning af Blas Galindo.
Han har skrevet 2 symfonier, orkesterværker, kammermusik, filmmusik, teatermusik etc.

## Udvalgte værker
- Symfoni nr. 1 "Menestral" (1977) - for strygeorkester
- Symfoni nr. 2 "Antares" (1982) - for orkester